# 特先廷米塔格斯科格爾山
46°30′55″N 13°51′37″E / 46.51528°N 13.86028°E
特先廷米塔格斯科格爾山（德語：Techantinger Mittagskogel），是中歐的山峰，位於奧地利和斯洛文尼亞接壤的邊境，屬於卡拉萬克斯山脈的一部分，海拔高度1,931米，每年平均降雨量2,482毫米。